# 胡斯特博勒英亩 (肯塔基州)
胡斯特博勒英亩（英語：Hurstbourne Acres），是美国肯塔基州的一座城市。面积约为0.8平方公里（0.3平方英里）。根据2010年美国人口普查，该市的人口为1,811人。